# Maassenia
Maassenia is een geslacht van vlinders uit de onderfamilie Macroglossinae van de familie pijlstaarten (Sphingidae).

## Soorten
- Maassenia distincta Gehlen, 1934
- Maassenia heydeni (Saalmuller, 1884)